# Dzieje pięknej Bitynki
Dzieje pięknej Bitynki, podtytuł: Opowieść o życiu Zofii Wittowej-Potockiej (1760-1822) – książka Jerzego Łojka opowiadająca historię życia Zofii Potockiej. Według autora, książka ta jest pierwszą poważną próbą zajęcia się dziejami Zofii Potockiej. Stąd też wynika metoda, którą przyjął: skupił się na wierności historycznej kosztem fabularyzacji narracji. Książka jest oparta na zachowanych materiałach archiwalnych (korespondencja, dzienniki, pamiętniki, dokumenty urzędowe) oraz publikacjach naukowych nt. historii Polski na przełomie XVIII i XIX w i ludzi tamtej epoki. Po raz pierwszy ukazała się w roku 1970 i była wielokrotnie wznawiana.

## Tytuł
Tytuł książki nawiązuje do miejsca urodzenia bohaterki, miasta Bursa, leżącego na obszarze starożytnej Bitynii.

## Treść
Zofia Wittowa-Potocka (de domo Glavani) była Greczynką urodzoną w Turcji, przybyłą do Rzeczypospolitej wraz z wracającym z misji w Stambule ambasadorem polskim Karolem Boscamp-Lasopolskim. Dudu – jak przezywano Zofię – słynęła z urody, uchodząc za najpiękniejszą kobietę Europy swoich czasów; doceniano także inne jej zalety: inteligencję i dobroć. Historia Dudu to historia niezwykłego awansu społecznego ubogiej Greczynki, która u szczytu swojego powodzenia została żoną  magnata Stanisława Szczęsnego Potockiego i poznała wiele osób, które później zapisały się na kartach historii.